# El Putxet

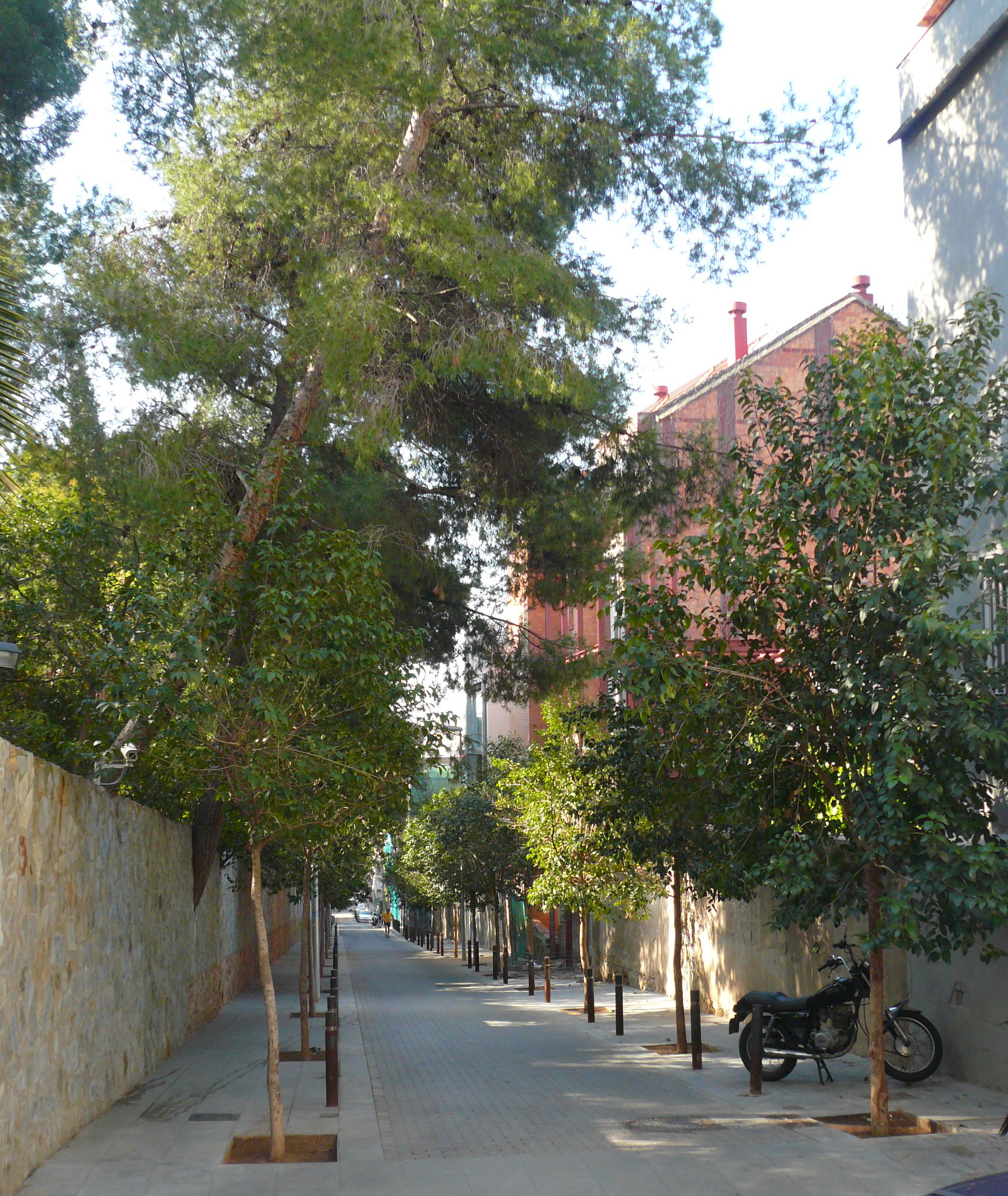
El carrer de Musitu.

El Putxet escrito incorrectamente Putget, es un núcleo del barrio de nueva creación de El Putxet i el Farró, en el distrito de Sarriá-San Gervasio de la ciudad de Barcelona. Antes del 2007 este barrio estaba administrativamente separado de el Farró.
El nombre le viene del monte homónimo, que con 135 metros de alto se sitúa en el centro del barrio. Este está delimitado por la avenida de la República Argentina, la calle Claudi Sabadell, la calle de Marmellà, la calle de Roca i Batlle, la calle del Padre Fidel Fita, la calle de Musitu, la calle de Bertrán, la calle de Balmes, la ronda del General Mitre y la plaza de Lesseps.
El barrio comenzó a desarrollarse a partir de 1850 como una consecuencia de la extensión de Gràcia hacia Collserola, y hoy está ocupado sobre todo por vecinos de clase media-alta. El monte del Putxet se urbanizó y se convirtió en parque urbano en 1970.

## Residentes célebres
- Elvira Farreras, escritora y cronista del distrito
- Javier Simorra (1953), diseñador de moda
- Josep Sala i Ardiz, 20.X.1875 – 15.II.1980. Coleccionista de arte, residente en la calle Espinoi

- Datos: Q6093482
- Multimedia: El Putxet / Q6093482